# Niels Petersen (fløjtenist)
 Der er flere personer med dette navn, se Niels Petersen.
Niels Petersen (19. maj 1801 på Fødselsstiftelsen i København – 10. november 1851 i samme by) var en dansk fløjtenist og kgl. kapelmusikus, far til Jørgen Petersen.

## Uddannelse
Han var søn af tømmermand ved Holmen, senere restauratør Jens Petersen (ca. 1775-1840) og Ida Marie Petersen (ca. 1777-1825) og fik fra tiårsalderen undervisning på fløjte af kgl. kapelmusikus Peter Christian Bruun. Hans debut fandt sted i faderens dansebod Petershåb på Vesterbro.

## Karriere
I 1818 fik Niels Petersen plads i Det Kongelige Kapel og var indtil sin tidlige død en af Kapellets fornemste kunstnere, som ofte blev nævnt som del af "Det store Trekløver", hvis andre kunstnere var oboisten Christian Schiemann og klarinettisten Mozart Petersen. Han var både teknisk dygtig og fandt en klar og fyldig tone. Petersen deltog i koncerter, saloner, spillede også klaver og var organist ved Sankt Ansgars Kirke. Han dyrkede sang og var sanglærer og i et par år med succes konstitueret syngemester ved Det Kongelige Teater.
Hans hjem var en gæstfri ramme om besøge fra det danske musikliv og fra udlandet. Understøttet af Chatolkassen havde han i 1828 foretaget en rejse til Christiania, Stockholm, Leipzig og Berlin. De fleste af den næste generations fløjtenister fik deres uddannelse hos Niels Petersen, herunder hans egen søn. Selv døde han kun halvtreds år gammel i 1851.
Han blev gift 26. august 1825 på Frederiksberg med Frederikke Margrethe Anne Sophie Nissen (ca. 1798 i Rendsborg (?) - 3. decembr 1857 i København), datter af premierløjtnant, senere kaptajn Jørgen Carsten (Bloch) Nissen (1773-1812) og Marie Margrethe Opitius (1768-1855).
Han er begravet på Holmens Kirkegård.

## Gengivelser
- Portrætmaleri af Louis Aumont (ca. 1830, Det Kongelige Teater)
- Afbildet på Wilhelm Marstrands maleri af aftenselskab hos Christian Waagepetersen (1834, Det Nationalhistoriske Museum på Frederiksborg Slot), raderet af C.C. Andersen 1878